# Кцоев, Пётр Наликович
Пётр Наликович Кцо́ев (1902—1945) — Гвардии подполковник Рабоче-крестьянской Красной Армии, участник Великой Отечественной войны, Герой Советского Союза (1945).

## Биография
Пётр Кцоев родился 24 марта 1902 года в ауле Гулиа (ныне — Алагирский район Северной Осетии). Окончил начальную школу. В 1923 году Кцоев был призван на службу в Рабоче-крестьянскую Красную Армию, уволен в запас в 1927 году. После окончания рабфака в 1930 году находился на партийных должностях. Позднее окончил комвуз в Ленинграде, работал на заводе имени Лепсе. В 1932 году Кцоев был повторно призван в армию. В 1936 году он окончил Военно-политическую академию. С июля 1941 года — на фронтах Великой Отечественной войны. Участвовал в Смоленском сражении, битве за Москву. В августе 1944 года Кцоев ускоренным курсом окончил Военную академию имени Фрунзе.
С ноября 1944 года гвардии подполковник Пётр Кцоев командовал 1319-м стрелковым полком, 185-й стрелковой дивизии, 77-го стрелкового корпуса, 47-й армии, 1-го Белорусского фронта. Отличился во время освобождения Польши. 15-18 января 1945 года полк Кцоева успешно прорвал немецкую оборону под городом Легионово и переправился через Вислу, после чего захватил, удержал и расширил плацдарм на её западном берегу. В ходе дальнейшего наступления полк принял активное участие в освобождении города Сохачев.
7 мая 1945 года в боях на территории Германии Кцоев получил тяжёлое ранение, от которого скончался 9 мая в госпитале. Первоначально был похоронен на воинском кладбище в польском городе Пыжице, позднее перезахоронен в городе Старгард-Щециньски.

## Награды
Указом Президиума Верховного Совета СССР от 24 марта 1945 года за «мужество, отвагу и героизм, проявленные в борьбе с немецкими захватчиками» подполковник Пётр Кцоев был удостоен высокого звания Героя Советского Союза с вручением ордена Ленина и медали «Золотая Звезда» за номером 5716.
Был также награждён орденом Отечественной войны 1-й степени и тремя орденами Красной Звезды, рядом медалей.

## Память
В честь Кцоева названа улица во Владикавказе. Бюст героя установлен в городе Алагир.